# Moses Mosuhli
Moses Moeketsi Mosuhli (* 5. August 1981 in Quthing) ist ein ehemaliger lesothischer Leichtathlet. Er war spezialisiert auf Marathonlauf. Seine persönliche Bestzeit waren 2:14:03 h, welche er beim 2008 Nedbank Durban City Marathon in Durban, Südafrika, aufstellte. In diesem Wettbewerb wurde er damit Zweiter.

## Olympische Spiele
Mosuhli trat bei den Olympischen Sommerspielen 2008 in Peking an. Zusammen mit seinen Teamkollegen Clement Lebopo und Tsotang Maine lief er im Marathon, beendete den Lauf jedoch nicht. Er schaffte nur die halbe Strecke.